# Traité de Londres (1913)
Pour les articles homonymes, voir Traité de Londres.
Le traité de Londres (30 mai 1913) est un accord signé à la fin de la première guerre balkanique. Il entérinait un nouveau découpage territorial du Sud des Balkans, plus spécifiquement de la Roumélie ottomane (nom donné aux possessions européennes de l'Empire ottoman et des îles grecques (en mer Égée et en Crète).

## Origine du traité

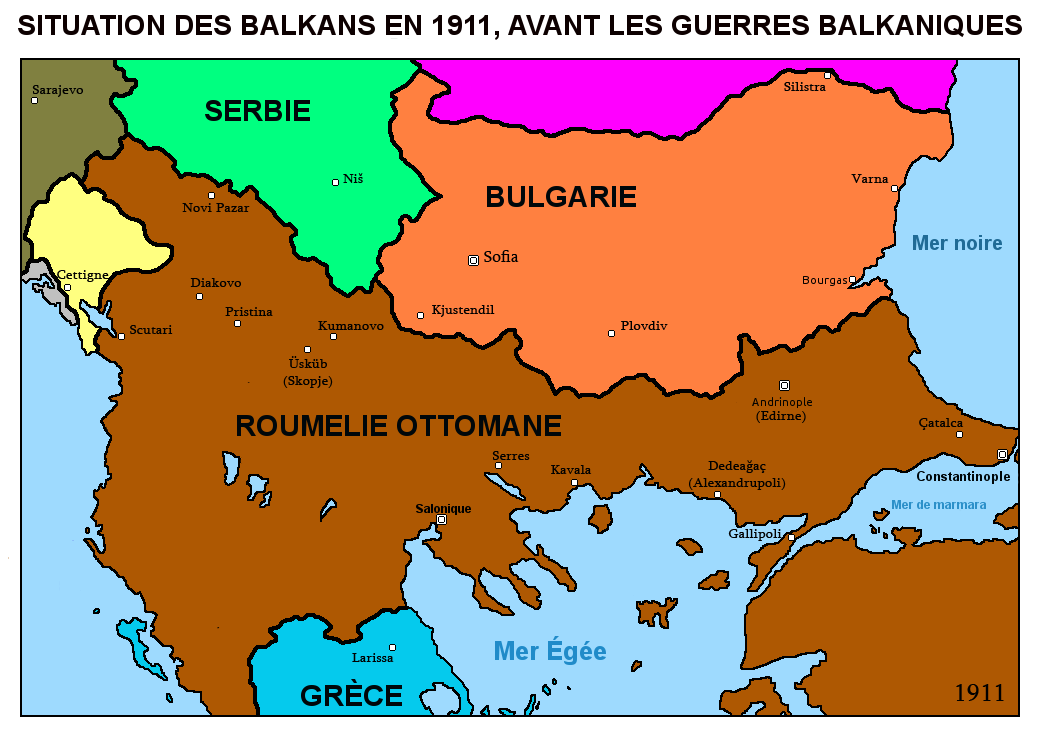
Situation avant les guerres balkaniques.

En 1912-1913, l'Empire ottoman fut battu par la Ligue balkanique, une alliance d’États balkaniques composée de la Grèce, la Serbie, la Bulgarie et le Monténégro, alliance fortement soutenue par l'empire de Russie, qui en était assez largement l'initiateur.
À compter de décembre 1912, les grandes puissances (France, Allemagne, Italie, Russie, Autriche-Hongrie et Royaume-Uni) créent la conférence de Londres, pour conserver la maîtrise des conséquences de la guerre en cours.
Après la fin des combats, la conférence débouche sur le traité de Londres de mai 1913.

## Contenu du traité

Les principaux tracés des frontières albanaises, et leur fixation lors du traité de Londres.

Le traité valide plusieurs décisions :
La Roumélie ottomane à l'ouest « d'une ligne tracée d'Enos sur la mer Égée à Midia sur la mer Noire » est transférée aux quatre puissances coalisées de la ligue. Mais la répartition des territoires entre les vainqueurs n'est pas définie, ce qui mènera dès juin à la deuxième guerre balkanique, opposant cette fois les anciens pays de la ligue entre eux (sauf le Monténégro) pour le partage de l'ancienne Macédoine ottomane (l'Albanie et les îles grecques ne sont pas concernées).
Les grandes puissances valident l'existence d'une Albanie indépendante, dont les frontières devront être fixées ultérieurement par elles (art. 3 du Traité), ce qui sera fait, selon les zones, dans les semaines ou les mois suivants (en décembre pour la frontière albano-grecque, par le traité de Florence). l'Albanie est explicitement exclue du transfert de l'ancienne Roumélie aux coalisés.
La Crète est transférée aux quatre puissances coalisées de la ligue (art. 4 du Traité) (qui la rétrocèdent immédiatement à la Grèce, mais ce point n'est pas indiqué dans le traité).
La fixation de la frontière définitive en mer Égée est déléguée aux grandes puissances (art. 5 du Traité) (qui en donnent très majoritairement la souveraineté à la Grèce par décision des 31 janvier et 13 février 1914).
Les conséquences financières de la guerre, ainsi que la question des prisonniers, sont renvoyés à des arrangements ultérieurs.

## Importance du traité

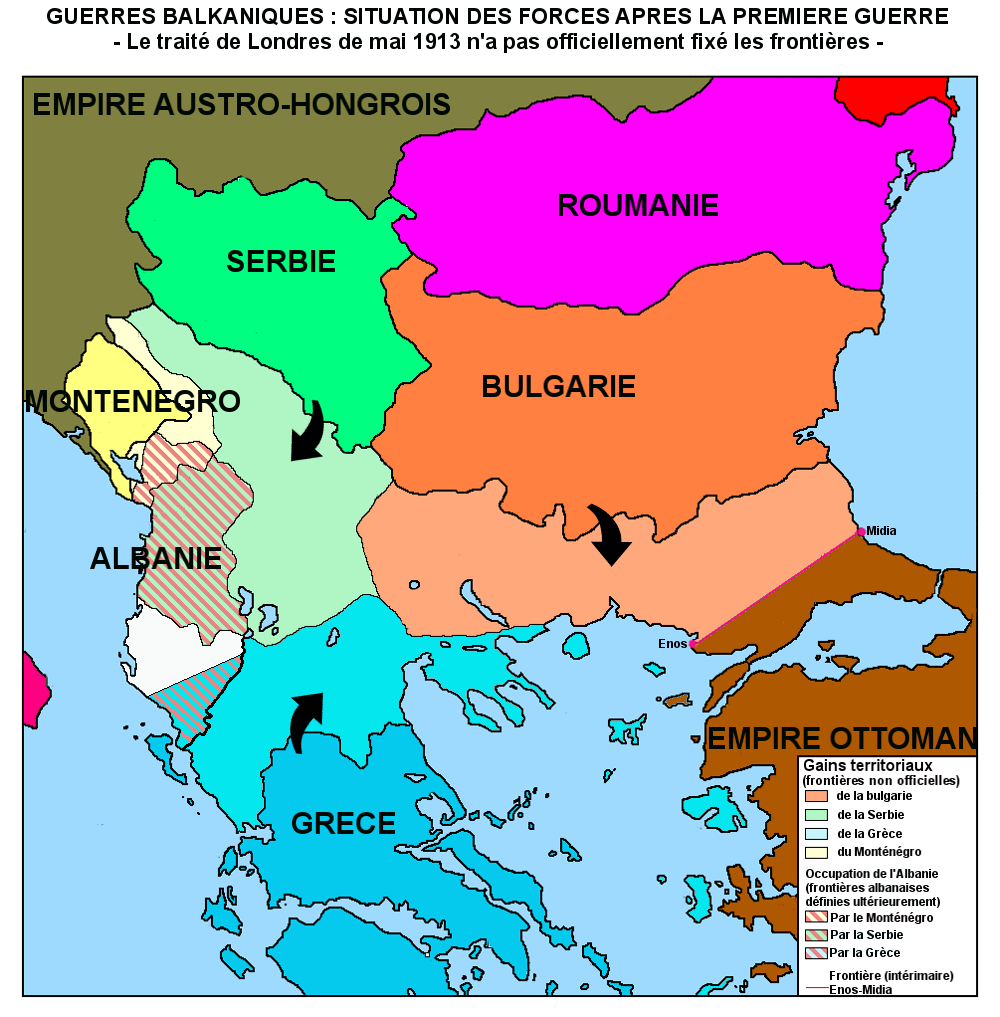
Situation de fait lors du traité de Londres (qui ne fixe pas officiellement les frontières).

Le traité de Londres est un traité important, mais de transition.
Il est important, parce qu'il signe la fin de l'Empire ottoman en Europe, parce qu'il permet aux États de la ligue d'augmenter considérablement leurs territoires, et parce qu'il crée pour la première fois un État albanais.
C'est un traité de transition, parce que les nouvelles frontières en Macédoine ne sont pas clairement réglées par ce traité, et qu'il faut donc une nouvelle guerre en juin et un nouveau traité en août (le traité de Bucarest) pour régler cette question. 
Les frontières en mer Égée et en Albanie ne sont pas clairement réglées non plus, mais leur fixation étant explicitement confiée aux grandes puissances, un mécanisme existe permettant à ces régions de ne pas être concernées par le nouveau conflit de l'été 1913.

## Liens
Texte du traité de Londres